# 神島観光船
座標: 北緯34度33分1.5秒 東経136度58分53.1秒 / 北緯34.550417度 東経136.981417度
神島観光船株式会社（かみしまかんこうせん ）は、三重県鳥羽市に本社を置く海運会社。
同社は存続しているが、2024年10月時点では同一地に本社を置く神島観光汽船株式会社（かみしまかんこうきせん）が、鳥羽市の神島と愛知県の伊良湖（田原市）を結ぶ定期航路を運航している。このページの記述はそれに関するものである。

## 運航中の航路
- 伊良湖港 - 神島
  - 所要時間：15分
  - 便数（2024年10月現在）：4往復（3月1日 - 10月31日）、3往復（11月1日 - 11月30日）、2往復（12月1日 - 1月5日の毎日および1月6日 - 2月末日の金土日祝）。1月6日 - 2月末日の月 - 木（祝日除く）は運休。

## 船舶

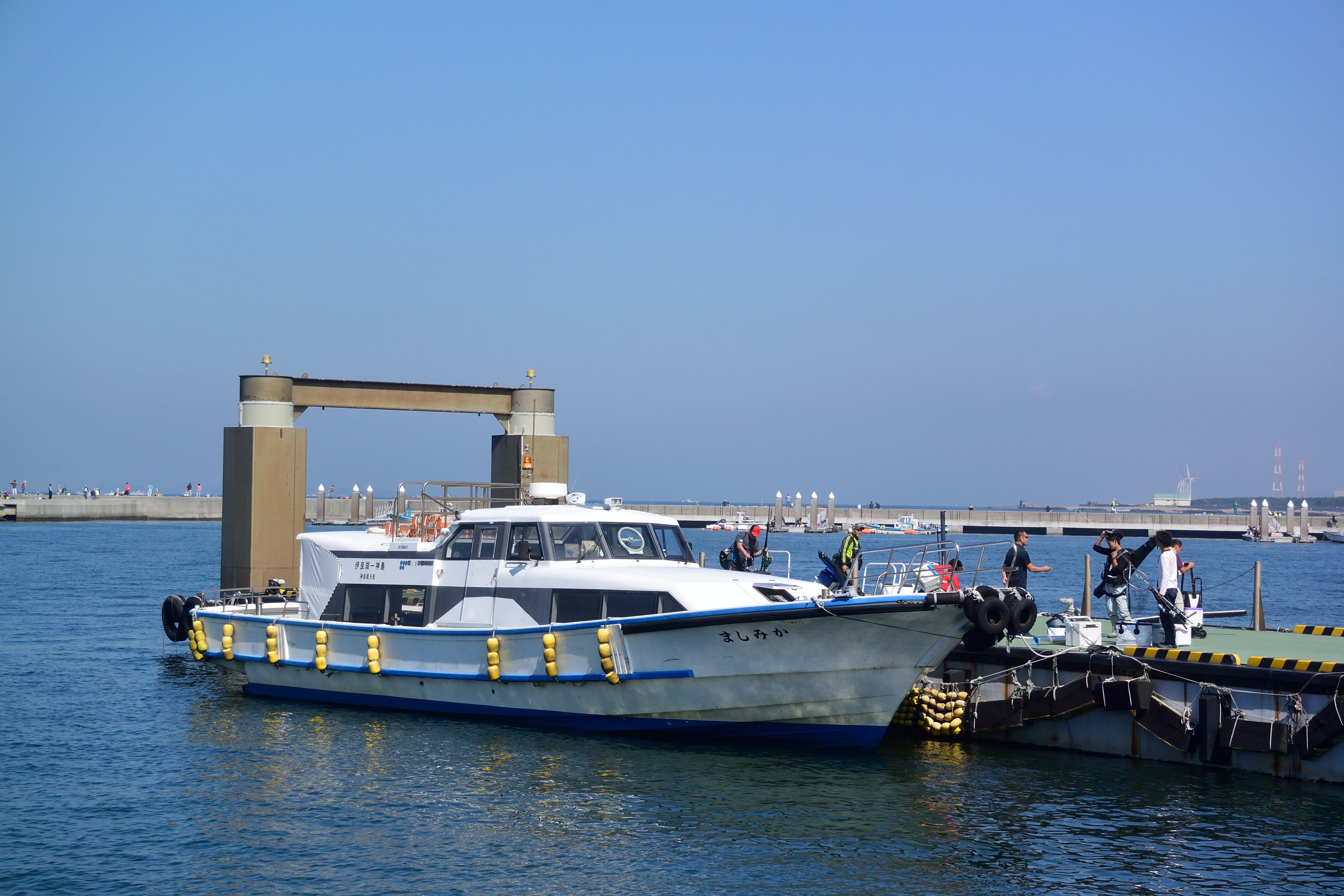
神島観光船「かみしま」

- かみしま（定員72名）

## 本社・主な営業所所在地
- 本社 - 三重県鳥羽市神島町164